# Divize D 2019/2020
Divize D 2019/20 byla 55. ročníkem moravskoslezské Divize D, která je jednou ze skupin 4. nejvyšší soutěže ve fotbale v Česku. Tento ročník odstartoval v sobotu 10. srpna 2019 úvodními zápasy 2. kola a předčasně skončil 8. března 2020 kvůli pandemii koronaviru v České republice.

## Formát soutěže
V sezóně se mělo utkat 14 týmů každý s každým dvoukolovým systémem podzim–jaro. Se čtrnácti účastníky se hrálo naposled v ročníku 1983/84.

## Změny týmů proti ročníku 2018/19
- Z MSFL 2018/19 nesestoupilo do Divize D žádné mužstvo.
- Z Divize E 2018/19 nepřešlo žádné mužstvo.
- Z Přeboru Jihomoravského kraje 2018/19 postoupilo vítězné mužstvo TJ Start Brno.
- Z Přeboru Zlínského kraje 2018/19 nepostoupilo žádné mužstvo.
- Z Přeboru Vysočiny 2018/19 postoupilo vítězné mužstvo SK Bystřice nad Pernštejnem.
- Do Divize D byly zařazeny B-týmy ligových mužstev, a to FC Vysočina Jihlava „B“ a FC Zbrojovka Brno „B“.

## Konečná tabulka
Konečná tabulka při ukončení soutěže k 8. březnu 2020.
| Poř. | Tým                             | Z  | V  | R | P  | VG | OG | B  |
| ---- | ------------------------------- | -- | -- | - | -- | -- | -- | -- |
| 1.   | FC Vysočina Jihlava „B“ (N)     | 13 | 12 | 1 | 0  | 46 | 12 | 37 |
| 2.   | FC Zbrojovka Brno „B“ (N)       | 13 | 11 | 0 | 2  | 43 | 9  | 33 |
| 3.   | TJ Sokol Lanžhot                | 13 | 10 | 1 | 2  | 50 | 7  | 31 |
| 4.   | TJ Sokol Tasovice               | 13 | 8  | 3 | 2  | 41 | 30 | 27 |
| 5.   | FSC Stará Říše                  | 13 | 8  | 0 | 5  | 37 | 27 | 24 |
| 6.   | SK Tatran Ždírec nad Doubravou  | 13 | 7  | 1 | 5  | 25 | 22 | 22 |
| 7.   | TJ Start Brno (N)               | 13 | 7  | 0 | 6  | 38 | 33 | 21 |
| 8.   | SK Bystřice nad Pernštejnem (N) | 13 | 4  | 4 | 5  | 22 | 28 | 16 |
| 9.   | AFC Humpolec                    | 13 | 4  | 0 | 9  | 22 | 34 | 12 |
| 10.  | FC ŽĎAS Žďár nad Sázavou        | 13 | 3  | 2 | 8  | 18 | 34 | 11 |
| 11.  | FC Spartak Velká Bíteš          | 13 | 3  | 2 | 8  | 12 | 31 | 11 |
| 12.  | FC Slovan Havlíčkův Brod        | 13 | 3  | 0 | 10 | 21 | 46 | 9  |
| 13.  | TJ Slavoj TKZ Polná             | 13 | 2  | 2 | 9  | 12 | 42 | 8  |
| 14.  | MSK Břeclav                     | 13 | 0  | 2 | 11 | 8  | 40 | 2  |

Poznámky:
- Z = Odehrané zápasy; V = Vítězství; R = Remízy; P = Prohry; VG = Vstřelené góly; OG = Obdržené góly; B = Body; (S) = Mužstvo sestoupivší z vyšší soutěže; (N) = Mužstvo postoupivší z nižší soutěže (nováček)

|  | Postup do MSFL 2020/21                         |
|  | Přechod do Divize E 2020/21                    |
|  | Sestup do Přeboru Jihomoravského kraje 2020/21 |
|  | Sestup do Přeboru Kraje Vysočina 2020/21       |
|  | Sestup do Přeboru Zlínského kraje 2020/21      |